# 威利·華倫
威利·D·華倫（1989年10月22日—）為美國男子籃球運動員，場上位置為小前鋒，在2010年NBA選秀第二輪第54順位被洛杉磯快艇選中，2014年9月加入新賽季升上中国男子篮球职业联赛的球隊重慶翱龍。2015年8月浙江金牛宣布網羅華倫，2017年1月華倫曾經一度因為場上的消極行為要被浙江金牛解約，但經過華倫與浙江金牛高層詳談後續留球隊陣中。2017年12月華倫加入山西猛龙頂替布兰登·詹宁斯。
2020年11月華倫確定為P. LEAGUE+桃園領航猿新賽季陣中第三名外籍球員。2021年1月2日，華倫完成PLG初登板，繳出13分、7籃板、4助攻的表現。1月29日，桃園領航猿宣布華倫提前結束合約離隊，華倫總計出賽4場，場均數據為12.8分、6.8籃板、7助攻、1.5抄截。

## 生涯數據

### P. LEAGUE+

#### 例行賽
| 賽季    | 球隊       | GP | MPG   | 2P%   | 3P%   | FT% | RPG  | APG | SPG | BPG | PPG   |
| ------- | ---------- | -- | ----- | ----- | ----- | --- | ---- | --- | --- | --- | ----- |
| 2020–21 | 桃園領航猿 | 4  | 36:46 | 44.83 | 15.38 | 100 | 6.75 | 7   | 1.5 | 0   | 12.75 |

## 外部連結
- 威利·華倫的Instagram帳戶
- 威利·華倫在NBA（英语）
- 威利·華倫在義大利籃球聯賽（意大利语）
- 威利·華倫在P. LEAGUE+
- 威利·華倫在Basketball-Reference.com（NBA）（英语）
- 威利·華倫在Basketball-Reference.com（NBA G聯盟）（英语）
- 威利·華倫在Basketball-Reference.com（國際）（英语）
- 威利·華倫在Sports-Reference.com（NCAA）（英语）
- 威利·華倫在ESPN（NBA）（英语）
- 威利·華倫在Eurobasket.com（球員）（英语）
- 威利·華倫在RealGM（英语）
- 威利·華倫在Proballers（英语）
- 威利·華倫在中国篮球数据库（新浪网）
- 威利·華倫在Flashscore（英语）
- . Interperformances.com.
- (PDF). Advantage Sport Agency.